# Bielstein (Wiehl)
Bielstein ist eine Ortschaft der Stadt Wiehl im Oberbergischen Kreis im Regierungsbezirk Köln in Nordrhein-Westfalen.

## Lage und Beschreibung
Der Ort liegt an der Landesstraße 336 und ist in Luftlinie rund 3 km in nordwestlicher Richtung vom Stadtzentrum von Wiehl entfernt. Bielstein liegt südlich der Bundesautobahn 4.

## Geschichte

Wappen der ehemaligen Gemeinde Bielstein

- Der Ortsname Bielstein ist recht jung; er wurde erst 1901/02 offiziell eingeführt, anstelle der älteren Bezeichnung Repschenroth, nach dem Zusammenschluss mit umliegenden Ortschaften und Gehöften wie Dreibholz, Neubielstein, Unterbantenberg, später auch Helmerhausen.
- Die an der Wiehl gelegene Mühle wird neben anderen Weilern schon in der A. Mercator-Karte von 1575 verzeichnet.
- Das 1720 vom homburgischen Kanzleirat und Bergvogt Christian Schmidt errichtete Burghaus (die „Burg“) ging Mitte des 18. Jahrhunderts in den Besitz der Industriellenfamilie Möller aus Warstein über, wodurch für die Umgebung des Burghauses die Namensgebung entstand, in Anlehnung an die „Bilsteiner Höhlen“ bei Warstein/Sauerland.
- Im Aufstand meist jugendlicher Patrioten im Jahr 1813, die sich der Aushebung für das napoleonische Heer entzogen, tritt ein Carl Schmidt aus Kehlinghausen (heute Ortsteil Bielsteins) unter dem Namen Prinz Carl als Anführer der sog. Speckrussen in Erscheinung. Der Volksmund nannte die marodierenden Rebellen so, weil sie die Rauchfänge der Landsleute auf der Suche nach Würsten, Schinken und Speck heimsuchten. Ein Berichterstatter aus damaliger Zeit schrieb: „Es war ihnen nur um Fressen und Saufen zu tun“.
- Aus zwei zerfallenen Eisenhämmern entsteht 1888 ein mit Wasserkraft betriebenes Hammerwerk, das sich seither zum modernen Edelstahlwerk für hochvergütete Qualitätsstähle entwickelt hat.
- 1900 wird die Adler Brauerei gegründet, heute Erzquell Brauerei
- Das Burghaus war bis 1901 Sitz der Gemeindeverwaltung, die dann in das neu errichtete Amtshaus umziehen konnte.
- Von 1915 bis 1958 bestand (zusätzlich zur Eisenbahnlinie durch das Wiehltal) eine Kleinbahnverbindung über das Bechtal zum Marktort Waldbröl („Haubahn“ oder „rasender Homburger“ genannt).
- Kurz nach der Machtergreifung der Nationalsozialisten 1933 wird Bürgermeister Heinrich Brindöpke nach 35 Dienstjahren aus dem Amt gedrängt. Brindöpke ist Ehrenbürger der Gemeinde; ein zentraler Platz wurde in neuer Zeit nach ihm benannt.
- Der ursprüngliche Gemeindename Drabenderhöhe, benannt nach dem vormals bedeutenderen Kirchdorf am Schnittpunkt alter Handelswege über die Höhen, wird im Jahr 1960 offiziell in Bielstein (Rheinland) umbenannt.
- Bis zur kommunalen Gebietsreform und dem Zusammenschluss mit Wiehl am 1. Juli 1969 war Bielstein eine eigenständige Gemeinde.[2]
- Das ehemalige AOK-Gebäude wird 1986 für die Unterbringung von Asylbewerbern instand gesetzt. Auch die unter Denkmalschutz stehende Burg, inzwischen von der Stadt erworben, muss bei anhaltendem Zustrom von Aussiedlern und Asylbewerbern notgedrungen als Unterkunft hergerichtet und belegt werden.
- Pläne zur Einrichtung eines kleinen Heimatmuseums in der Burg müssen aus finanziellen Gründen immer wieder in die Zukunft verschoben werden.
- 2008 Die Burg wurde von dem Wiehler Unternehmer Christian Peter Kotz wieder instand gesetzt und im Juni der Stadt für die Volks- und Musikschule und die Bücherei übergeben. In der Burg wurden zusätzlich noch ein Bürgerraum und ein Trauzimmer eingerichtet. Allerdings wurde auch eine alte Zwischendecke entfernt und die alte Treppe durch einen modernen Fahrstuhl ersetzt.[3] Seit dem Sommer 2017 nutzt auch der Schachverein Wiehl die Burg für seine Trainingsabende und Mannschaftskämpfe.[4]

- Zur älteren Gemeindegeschichte vgl. Drabenderhöhe.

## Besonderheiten
- Seit 1952 werden auf der Motocrossstrecke in Bielstein nationale sowie internationale Rennen ausgetragen. Unter anderen 26 Weltmeisterschaftsläufe und der „Preis der Nationen“ 1981, welches das wichtigste Rennen im Motocrosssport darstellt.
- „Fliehburg“, frühgermanischer Ringwall auf dem Burgberg, unter Denkmalschutz

## Schulen
- Gemeinschaftsgrundschule Bielstein
- TOB Sekundarschule der Stadt Wiehl "Technisch orientierte Bildung"

## Kirchengemeinden
- Katholische Kirche St. Bonifatius Bielstein
- Evangelische Kirche
- Evangelisch-Freikirchliche Gemeinde Mühlen-Bielstein
- Neuapostolische Kirche

## Freizeit

### Wander- und Radwege
- Der Ortsrundwanderweg O umrundet Bielstein großzügig.
- Der Ortswanderweg zur Höhe 324 bei Nümbrecht-Nallingen hat in Bielstein seinen Anfang.
- Der Ortswanderweg U nach Forst hat in Bielstein seinen Anfang.
- Der Ortswanderweg nach Gummersbach-Ostringhausen hat in Bielstein seinen Anfang.
- Der Ortswanderweg nach Gummersbach-Dieringhausen hat in Bielstein seinen Anfang.
- Der Bierweg wurde 2013 eröffnet und führt seine Besucher um Bielstein und Umgebung herum.[5]

### Museumszug
An bestimmten Sonntagen wird das Wiehltal, so auch der Ort Bielstein, von der Wiehltalbahn mit einem Museumszug von Gummersbach-Dieringhausen aus angefahren.

### Sportvereine
- BSV Viktoria Bielstein 1920 e. V. (Fußball)
- TTC Wiehl (Tischtennis)
- SV Wiehl 1923 e. V. (Schach)

## Wirtschaft und Industrie
- Edelstahlwerk Kind & Co., größter Betrieb und Arbeitgeber in Bielstein und dem unteren Wiehltal.
- Erzquell Brauerei im "Bierdorf" Bielstein.
- Brautatelier Küpper, seit 1950 in Bielstein  1975 in Brautatelier umbenannt. Die letzte Näherei in Bielstein.

Das Gewerbegebiet Bielstein mit dem Ortsteil Helmerhausen ist 34,1 ha groß. Es ist über die Landstraße 336 zu erreichen. Es liegt etwa 2,5 km von der Anschlussstelle 24 der A 4 entfernt.

## Persönlichkeiten
- Ehrenbürger Heinrich Brindöpke, Bürgermeister von 1898 bis 1933
- Karl Hoffmann (1885–1941), Arzt in Bielstein von 1921 bis 1941
- Bernhard Schauer (1929–1995), in Bielstein geborener Schachkomponist